# Jakob Strieder
Jakob Strieder (* 18. Dezember 1877 in Dorchheim; † 24. Juli 1936 in Garmisch-Partenkirchen) war ein deutscher Wirtschaftshistoriker.

## Leben
Strieder studierte Geschichte und Staatswissenschaft in Breslau, Berlin, Greifswald, Leipzig und Bonn. Er promovierte 1903 in Bonn bei Aloys Schulte, habilitierte sich 1907 in Leipzig für mittlere und neuere Geschichte und wurde dort Privatdozent. 1915 wurde er in Leipzig zum a. o. Professor ernannt. 1920 wurde er auf Empfehlung Max Webers als a. o. Professor auf einen neu eingerichteten Lehrstuhl für Wirtschaftsgeschichte an der Universität München berufen und dort 1923 zum ordentlichen Professor ernannt.
Strieder arbeitete vor allem zum Kapitalismus und zur Handelsgeschichte. In seiner Dissertation Genesis des modernen Kapitalismus setzte er sich kritisch mit Werner Sombarts Theorie auseinander, dass sich der Frühkapitalismus auf der Grundlage der Erträge aus Grundrenten entwickelte. Er vertrat dagegen die Ansicht, dass der Handel eine wesentliche Rolle gespielt habe. Früh beschäftigte Strieder sich auch mit der Geschichte der Fugger. Von 1920 bis 1935 leitete er das Fürstliche und Gräfliche Fuggersche Familien- und Stiftungsarchiv in Augsburg. Außerdem gab er die Fuggerstudien heraus.
Strieder war Vorsitzender des Vereins für christliche Kunst, Mitglied der Historischen Kommission bei der Bayerischen Akademie der Wissenschaften und korrespondierendes Mitglied der Ungarischen Historischen Gesellschaft. In der Görres-Gesellschaft leitete er bis zu seinem Tod die Sektion für Sozial- und Wirtschaftswissenschaft und war Herausgeber der Veröffentlichungen dieser Sektion.
An seinen Studienorten war Strieder jeweils aktives Mitglied katholischer Studentenverbindungen des KV (KStV Teutonia Leipzig, KStV Unitas Breslau, KStV Franko-Borussia Breslau und KStV Askania Berlin).

## Schriften
- Zur Genesis des modernen Kapitalismus. Forschungen zu Entstehung der großen bürgerlichen Kapitalvermögen am Ausgange des Mittelalters und zu Beginn der Neuzeit, zunächst in Augsburg. Duncker & Humblot, Leipzig 1904. 2. Auflage 1935 (Internet Archive).
- Die Inventur der Firma Fugger aus dem Jahre 1527. H. Laupp, Tübingen 1905.
- Kritische Forschungen zur österreichischen Politik. Vom Aachener Frieden bis zum Beginne des Siebenjährigen Krieges. phil. Fak., Habil.-Schr.--Leipzig, 1906. Quelle & Meyer, Leipzig 1906.
- Ein Kartell deutscher Kaufleute aus dem Jahre 1743. In: Historisches Jahrbuch.32 (1911), S. 49–62.
- Authentische Berichte über Luthers letzte Lebensstunden. Marcus und Weber, Bonn 1912.
- Studien zur Geschichte kapitalistischer Organisationsformen. Duncker & Humblot, München & Leipzig 1914,
- Neue Wirtschafts- und Gesellschaftsprinzipien und der Geist von 1914. In: Hochland : Monatsschrift. 1915.
- Levantinische Handelsfahrten deutscher Kaufleute des 16. Jahrhunderts. Mittler, Bln 1919.
- Staatliche Finanznot und Genesis des modernen Grossunternehmertums. In: Schmollers Jahrbuch für Gesetzgebung, Verwaltung und Volkswirtschaft.49, Nr. 1 1925, S. 431–440.
- Studien zur Geschichte kapitalistischer Organisationsformen. 2. Auflage. Duncker & Humblot, München, Leipzig 1925.
- Jacob Fugger der Reiche. Quelle & Meyer, Leipzig 1926.
- Deutscher Metallwarenexport nach Westafrika im 16. Jahrhundert. In: Historische Aufsätze : Aloys Schulte zum 70. Geburtstag gewidmet von Schülern und Freunden. 1927, S. 179–189.
- Aus Antwerpener Notariatsarchiven. Quellen zur deutschen Wirtschaftsgeschichte des 16. Jahrhunderts. Dt. Verl.-Anst, Stuttgart 1930.
- Deutsche Handelsakten des Mittelalters und der Neuzeit. Dt. Verl.-Anst, Berlin & Leipzig 1930.
- Die deutsche Montan- und Metall-Industrie im Zeitalter der Fugger. VDI-Verl, Berlin 1931.
- Werden und Wachsen des europäischen Frühkapitalismus. In: Propyläen-Weltgeschichte : der Werdegang der Menschheit in Gesellschaft und Staat, Wirtschaft und Geistesleben.4 (1932) 1932, S. 1–26.
- Alfred Krupp. Coleman, Lübeck 1933.
- Entstehen und Vergehen großer Vermögen im älteren Europa. In: Historisches Jahrbuch.55 (1935) 1935, S. 325–331.
- und Heinz Friedrich Deininger: Das reiche Augsburg. Duncker & Humblot, München 1938.